# Villeneuve-de-Marsan
Villeneuve-de-Marsan (gaskonsko Vilanava de Marsan) je naselje in občina v jugozahodnem francoskem departmaju Landes regije Akvitanije. Leta 2009 je naselje imelo 2.369 prebivalcev.

## Geografija
Kraj leži v pokrajini Gaskonji ob reki Midou, 20 km vzhodno od središča Mont-de-Marsana.

## Uprava
Villeneuve-de-Marsan je sedež istoimenskega kantona, v katerega so poleg njegove vključene še občine Arthez-d'Armagnac, Bourdalat, Le Frêche, Hontanx, Lacquy, Montégut, Perquie, Pujo-le-Plan, Saint-Cricq-Villeneuve, Sainte-Foy in Saint-Gein s 6.021 prebivalci (v letu 2009).
Kanton Villeneuve-de-Marsan je sestavni del okrožja Mont-de-Marsan.

## Zgodovina
Naselbina se prvikrat omenja leta 1272 v dokumentu Recogniciones feodorum in Aquitania, zbirki aktov angleške administracije v Gaskonji pod imenom apud Villannovam. Domnevno je kraj mnogo starejši, njegovemu razvoju pa naj bi botrovalo tudi samo naravno zaščiteno ozemlje. Na njenem ozemlju je bila med drugim leta 1861 odkrita rimska vila.

## Zanimivosti
- cerkev sv. Hipolita,
- arena Villeneuve-de-Marsan.

## Vir
1. ↑  »Populations légales 2016«. Nacionalni inštitut za statistične in gospodarske raziskave. Pridobljeno 25. aprila 2019.
2. ↑  Panneau de présentation de l'église Saint-Hyppolyte, consulté sur site, réalisé par Claire Desqueyroux, architecte, et les Amis des églises anciennes du département des Landes